# 肯尼·乔治
肯尼·乔治（英語：Kenny George，1987年11月11日—），美国前篮球运动员，曾效力于北卡大学校队（The University of North Carolina-Asheville），他可能是美国NCAA联赛历史上最高的运动员，2.31-2.36米之间。出生于1987年的肯尼乔治曾在北卡篮球队中司职中锋，并在NCAA联赛中征战了两个赛季，他的右腿由于感染了“耐甲氧西林金黄色葡萄球菌”于2008年十月被部分截肢。